# Tim Burke
Tim Burke, celým jménem Timothy John Burke (* 3. února 1982, Paul Smiths, New York, Spojené státy americké), je americký biatlonista. Spojené státy reprezentoval na Zimních olympijských hrách 2006 v Turíně a na Zimních olympijských hrách 2010 ve Vancouveru. Největšího úspěchu dosáhl v roce 2013, když na mistrovství světa v Novém Městě na Moravě získal stříbrnou medaili ve vytrvalostním závodě.
Jeho manželkou je od roku 2014 bývalá německá biatlonistka Andrea Henkelová.